# Sportjahr 1939
Liste der Sportjahre

◄◄ | ◄ | 1935 | 1936 | 1937 | 1938 | Sportjahr 1939 | 1940 | 1941 | 1942 | 1943 | ► | ►►

Weitere Ereignisse

## Ereignisse

### Badminton
Höhepunkt des Badmintonjahres 1939 waren die All England in London. Die britischen Inseln, Skandinavien, Frankreich, Nordamerika, Australien, Indien und Malaya waren die Zentren der Sportart. 

#### International Badminton Federation
Die International Badminton Federation hatte 15 Mitglieder: Australien, Dänemark, England, Frankreich, Indien, Irland, Kanada, Malaya, Mexiko, Neuseeland, Norwegen, Schottland, Schweden, USA und Wales, wobei Mexiko und Schweden 1939 in die IBF eintraten. Die Niederlande traten wegen Inaktivität aus dem Verband aus. 

#### Veranstaltungen

##### All England 1939
Die All England 1939 fanden vom 7. bis zum 12. März 1939 in London statt. In dieser 36. Auflage des zu dieser Zeit bedeutendsten Badminton-Championats gewann Tage Madsen das Finale im Herreneinzel gegen den Engländer Ralph C. F. Nichols mit 10–15, 18–13 und 15–7. Madsen stand dabei im Halbfinale schon am Rande des Ausscheidens, als er gegen A. S. Samuel aus Selangor im entscheidenden dritten Satz schon 1:10 hinten lag. Madsen konnte sich jedoch noch einmal ins Spiel zurückkämpfen und siegte mit 7–15, 15–9, 15–11. Austragungsort war die Lindley Hall am Vincent Square in Westminster.

##### Finalresultate der All England 1939
| Disziplin    | Sieger                         | Finalist                       | Ergebnis           |
| ------------ | ------------------------------ | ------------------------------ | ------------------ |
| Herreneinzel | Tage Madsen                    | Ralph Nichols                  | 10–15, 18–13, 15–7 |
| Dameneinzel  | Dorothy Walton                 | Diana Doveton                  | 11–4, 11–5         |
| Herrendoppel | Thomas Boyle James Rankin      | Leslie Nichols Ralph Nichols   | 15-4, 15-3         |
| Damendoppel  | Ruth Dalsgaard Tonny Olsen     | Marjorie Barrett Diana Doveton | 15-11, 2-15, 17-15 |
| Mixed        | Ralph Nichols Betsy M. Staples | James Rankin Mavis Macnaughton | 15-10, 6-15, 15-8  |

##### Malaysia Open 1939
Die Malaysia Open 1939 im Badminton fanden Anfang April 1939 in Penang statt. Sie waren die 3. Auflage dieses Championats.

##### Finalresultate der Malaysia Open 1939
| Disziplin    | Sieger                     | Finalist                       | Ergebnis           |
| ------------ | -------------------------- | ------------------------------ | ------------------ |
| Herreneinzel | Seah Eng Hee               | Tan Chong Tee                  | 15-8, 17-15        |
| Dameneinzel  | Cecilia Chan               | Lee Chee Neo                   | 12-11, 11-4        |
| Herrendoppel | Teh Gin Sooi Low Keat Soo  | Alimat Bin Rahman Lee Yew Seng | 15-7, 17-18, 15-9  |
| Damendoppel  | Chang Kon Neong Ida Lim    | Felicity Chan Hew Siew Ying    | 15-10. 3-15, 15-11 |
| Mixed        | Ooi Teik Hock Cecilia Chan | Chan Kon Leong Chan Kon Yoon   | 15-4, 15-11        |

### Basketball
- 21.–28. Mai: Titelverteidiger Litauen gewinnt die Basketball-Europameisterschaft 1939.

### Fußball
- 18. Juni: Die deutsche Fußballmeisterschaft 1938/39, die letzte vor dem Zweiten Weltkrieg, endet mit einem 9:0-Finalsieg des FC Schalke 04 gegen den SK Admira Wien.

### Leichtathletik

#### Weltrekorde

##### Sprint
- 12. August: Rudolf Harbig, Deutschland, läuft die 400 Meter der Herren in 46 Sekunden.

##### Mittelstreckenlauf
- 15. Juli: Rudolf Harbig, Deutschland, läuft die 800 Meter der Herren in 01:46,6 min.

##### Langstreckenlauf
- 16. Juni: Taisto Mäki, Finnland, läuft die 5000 Meter der Herren in 14:08,8 min.
- 17. September: Taisto Mäki, Finnland, läuft die 10.000 m der Herren in 29:52,6 min.

##### Sprungdisziplinen
- 29. Mai: Dorothy Odam, Großbritannien, springt im Hochsprung der Damen 1,66 m.
- 21. Juni: Rie Yamaguchi, Japan, erreicht im Dreisprung der Damen 11,66 m.
- 30. Juli: Christel Schulz, Deutschland, springt im Weitsprung der Damen 6,12 m.

##### Wurfdisziplinen
- 29. Mai: Nina Dumbadze, Sowjetunion, erreicht im Diskuswurf der Damen 49,54 m.
- 6. September: Erwin Blask, Deutschland, erreicht im Hammerwurf der Herren 58,13 m.
- 20. September: Karl Hein, Deutschland, erreicht im Hammerwurf der Herren 58,24 m.
- 24. September: Yrjo Nikkanen, Finnland, erreicht im Speerwurf der Herren 77,87 m.
- 26. September: Erwin Blask, Deutschland, erreicht im Hammerwurf der Herren 59 Meter.

### Motorsport

#### Motorradsport

##### Motorrad-Europameisterschaft
- Bei der Motorrad-Europameisterschaft verteidigt der Deutsche Ewald Kluge auf DKW in der Viertelliterklasse seinen Titel vor seinem Landsmann und Markenkollegen Bernhard Petruschke und dem Briten Les Martin (Excelsior).
- Bei den 350ern siegt der deutsche DKW-Werksfahrer Heiner Fleischmann vor dem Briten Ted Mellors und dem Iren Stanley Woods (beide Velocette).
- In der Halbliterklasse setzt sich der Italiener Dorino Serafini auf Gilera gegen den Deutschen Georg Meier (BMW) und seinen Landsmann Silvio Vailati (ebenfalls Gilera) durch.

##### Deutsche Motorrad-Straßenmeisterschaft
- Deutsche Meister werden Ewald Kluge (DKW, 250 cm³), Heiner Fleischmann (NSU, 350 cm³) und Wiggerl Kraus (BMW, 500 cm³).

### Radsport
- 28. April–18. Mai: Giovanni Valetti gewinnt den Giro d’Italia 1939.
- 1.–24. Juni: Georg Umbenhauer gewinnt die Großdeutschlandfahrt 1939, die den Nationalsozialisten die Gelegenheit bietet, die Größe des Reiches nach der Annexion Österreichs zu demonstrieren.
- 10.–30. Juli: Der Belgier Sylvère Maes gewinnt nach 1936 zum zweiten Mal die Tour de France.
- 26. August–3. September: Die Bahnradsport-Weltmeisterschaften 1939 finden auf der Vigorelli-Bahn in  Mailand statt. Während der Austragung der Wettbewerbe bricht der Zweite Weltkrieg aus, weshalb lediglich die Rennen der Amateur-Flieger zu Ende geführt werden, die der Niederländer Jan Derksen gewinnt. Bei den Profis fällt das Finalrennen zwischen Jef Scherens und Arie van Vliet um die Goldmedaille aus.

### Schach
- 24. August bis 19. November: Die Schacholympiade 1939 in Buenos Aires gewinnt Deutschland. Nach dem Ausbruch des Zweiten Weltkriegs kehrt die britische Mannschaft sofort zurück, viele Spieler bleiben nach Abschluss des Turniers in Argentinien.
- August – November: Die Schachweltmeisterschaft der Frauen 1939 in Buenos Aires gewinnt letztmals Vera Menchik, die 1944 als Titelträgerin ums Leben kommen wird.

### Schwimmen

#### Schwimmrekorde

##### Brustschwimmen
- 8. November: Maria Lenk, Brasilien, schwimmt in Rio de Janeiro die 200 Meter Brust der Frauen in 02:56,0.

##### Rückenschwimmen
- 1. November: Cor Kint, Niederlande, schwimmt in Rotterdam die 100 Meter Rücken der Frauen in 01:10,9, ein Rekord, der bis 1956 halten wird.
- 29. November: Cor Kint, Niederlande, schwimmt in Rotterdam die 200 Meter Rücken der Frauen in 02:38,8, ein Rekord, der bis 1950 halten wird.

### Tischtennis
- 6. bis 11. März: Tischtennisweltmeisterschaft 1939 in Kairo (Ägypten)
- Länderspiele Deutschlands (Freundschaftsspiele)
  - 30. März: Stockholm: D. – Schweden 1:4 (Herren)

### Wintersport
- 3. bis 12. Februar: Die kanadische Eishockeynationalmannschaft gewinnt die Eishockey-Weltmeisterschaft 1939 vor den Vereinigten Staaten. Mit ihrem dritten Platz entscheidet die Schweiz die gleichzeitig ausgetragene Europameisterschaft für sich.
- 11./12. Februar: Eiskunstlauf-Weltmeisterschaften 1939 der Damen
- 11. bis 19. Februar: Nordische Skiweltmeisterschaften 1939
- 12. bis 15. Februar: Alpine Skiweltmeisterschaften 1939
- 17. bis 19. Februar: Eiskunstlauf-Weltmeisterschaften 1939 der Herren und Paare
- Bob-Weltmeisterschaft 1939
- Eiskunstlauf-Europameisterschaften 1939

## Geboren

### Januar

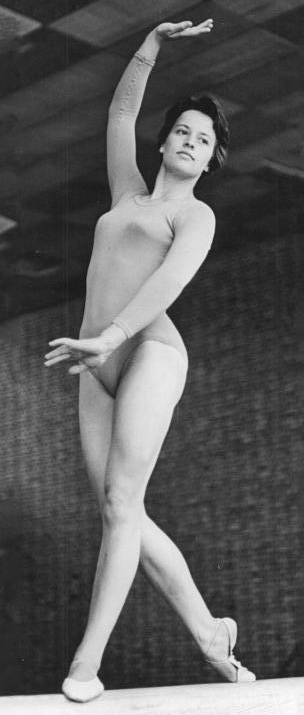
Ute Starke

- 01. Januar: Phil Read, britischer Motorradrennfahrer († 2022)
- 02. Januar: Nina Kuscsik, US-amerikanische Pionierin des Marathonlaufs für Frauen († 2025)
- 03. Januar: Bobby Hull, kanadischer Eishockeyspieler († 2023)
- 06. Januar: Walerij Lobanowskyj, sowjetischer und ukrainischer Fußball-Trainer († 2002)
- 07. Januar: Brausch Niemann, südafrikanischer Automobilrennfahrer
- 08. Januar: Henryk Marek, polnischer Skilangläufer und -trainer
- 10. Januar: Jorge Toro, chilenischer Fußballspieler († 2024)
- 11. Januar: Anne Heggtveit, kanadische Skirennläuferin
- 14. Januar: Heinz Rosner, deutscher Motorradrennfahrer und Unternehmer
- 14. Januar: Ute Starke, deutsche Turnerin, Weltmeisterin
- 14. Januar: Errol Williams, US-amerikanischer Hochspringer
- 21. Januar: Friedel Lutz, deutscher Fußballspieler († 2023)
- 22. Januar: J. C. Tremblay, kanadischer Eishockeyspieler († 1994)
- 24. Januar: Renate Garisch-Culmberger, deutsche Leichtathletin († 2023)
- 28. Januar: Bryan Eley, britischer Geher
- 29. Januar: Hans-Joachim Hecht, deutscher Schachspieler
- 30. Januar: Eugenio Saini, italienischer Endurosportler († 2009)

### Februar
- 01. Februar: Wolfram Koppen, deutscher Judoka († 2011)
- 02. Februar: Karl-Åke Asph, schwedischer Skilangläufer
- 03. Februar: Heino Kleiminger, deutscher Fußballspieler († 2015)
- 08. Februar: Egon Zimmermann, österreichischer Skirennläufer († 2019)
- 09. Februar: Haide Klüglein, deutsche Schwimmerin († 2020)
- 09. Februar: Primo Zamparini, italienischer Boxer
- 14. Februar: Herbert Meyer, deutscher Springreiter
- 14. Februar: José Fernández Santini, peruanischer Fußballspieler und -trainer
- 15. Februar: Ole Ellefsæter, norwegischer Skilangläufer und Leichtathlet († 2022)
- 17. Februar: Roy Addison, britischer Boxer († 2021)

### März
- 06. März: Marsilio Pasotti, italienischer Automobilrennfahrer († 1989)
- 07. März: Panajot Pano, albanischer Fußballspieler († 2010)
- 08. März: Lidija Skoblikowa, sowjetisch-russische Eisschnellläuferin und Olympiasiegerin
- 08. März: Paride Tumburus, italienischer Fußballspieler und -trainer († 2015)
- 10. März: Carlo Furlanis, italienischer Fußballspieler († 2013)
- 10. März: Irina Press, sowjetische Leichtathletin († 2004)
- 17. März: Giovanni Trapattoni, italienischer Fußballspieler und -trainer
- 18. März: Angelo Bergamonti, italienischer Motorradrennfahrer († 1971)
- 18. März: Klaus Teuchert, deutscher Endurosportler († 2022)
- 20. März: Giorgio Rossano, italienischer Fußballspieler († 2016)
- 21. März: Guliko Sagaradse, sowjetisch-georgischer Ringer
- 21. März: Harald Söldner, deutscher Fußballspieler († 2003)
- 23. März: Robin Herd, englischer Ingenieur und Rennwagen-Konstrukteur († 2019)
- 23. März: Matti Laakso, finnischer Ringer († 2020)
- 24. März: Masaaki Ueki, japanischer Karateka, Träger des 10. Dan
- 25. März: Juan Alves, argentinischer Radrennfahrer († 2009)
- 29. März: Hanumant Singh, indischer Cricketspieler († 2006)
- 30. März: Robert Herbin, französischer Fußballspieler und -trainer († 2020)
- 31. März: Wilhelm-Rüdiger Böhme, deutscher Leichtathlet
- 31. März: Karl-Heinz Schnellinger, deutscher Fußballspieler († 2024)

### April
- 01. April: Wilhelm Bungert, deutscher Tennisspieler
- 01. April: Witali Dawydow, russischer Eishockeyspieler
- 03. April: Rudolf Vesper, deutscher Ringer
- 04. April: Oscar Fulloné, argentinischer Fußballspieler und -trainer († 2017)
- 04. April: Ernie Terrell, US-amerikanischer Schwergewichtsboxer († 2014)
- 06. April: Cor Veldhoen, niederländischer Fußballspieler († 2005)
- 07. April: Werner Kümmerle, deutscher Tischtennisspieler
- 08. April: Erhard Schwerin, deutscher Fußballtorhüter († 2016)
- 13. April: Alois Kälin, Schweizer nordischer Kombinierer und Skilangläufer
- 19. April: Basil van Rooyen, südafrikanischer Automobilrennfahrer († 2023)
- 21. April: Richard Goedeke, deutscher Bergsteiger, Kletterer und Autor
- 24. April: Christian Breuer, deutscher Fußballspieler († 2017)
- 25. April: Tarcisio Burgnich, italienischer Fußballspieler († 2021)
- 25. April: Bob Gray, US-amerikanischer Skilangläufer

### Mai
- 02. Mai: Ernesto Càstano italienischer Fußballspieler († 2023)
- 04. Mai: Helga Steudel, deutsche Automobilrennfahrerin
- 05. Mai: Cesare Fiorio, italienischer Motorsportteamchef
- 05. Mai: Karl-Heinz Wildmoser, deutscher Großgastronom und Sportfunktionär († 2010)
- 08. Mai: Paul Drayton, US-amerikanischer Sprinter und Olympiasieger († 2010)
- 09. Mai: Ion Țiriac, rumänischer Geschäftsmann und Sportler
- 09. Mai: Ralph Boston, US-amerikanischer Leichtathlet († 2023)
- 10. Mai: Mary Sears, US-amerikanische Schwimmerin
- 13. Mai: Johnny Byrne, englischer Fußballspieler († 1999)
- 13. Mai: Hildrun Claus, deutsche Leichtathletin
- 13. Mai: Peter Frenkel, deutscher Leichtathlet
- 14. Mai: Günter Madeja, deutscher Fußballspieler († 2025)
- 19. Mai: Livio Berruti, italienischer Leichtathlet
- 19. Mai: Jānis Lūsis, sowjetischer Speerwerfer und Olympiasieger von 1968 († 2020)
- 22. Mai: Ludovit Karpil, slowakischer Basketballtrainer († 2022)
- 25. Mai: Mike Harris, rhodesischer Automobilrennfahrer († 2021)
- 29. Mai: Al Unser, US-amerikanischer Automobilrennfahrer († 2021)
- 30. Mai: Dieter Quester, österreichischer Automobilrennfahrer

### Juni
- 04. Juni: Dieter Thun, deutscher Fußballspieler († 2025)
- 09. Juni: David Hobbs, britischer Automobilrennfahrer
- 09. Juni: Inge Schell, deutsche Leichtathletin
- 09. Juni: Dick Vitale, US-amerikanischer Sportreporter
- 10. Juni: Chuck Ferries, US-amerikanischer Skirennläufer († 2025)
- 11. Juni: Dieter Lindner, deutscher Fußballspieler und -funktionär († 2024)
- 11. Juni: Jackie Stewart, britischer Automobilrennfahrer
- 26. Juni: Heinz Wassermann, deutscher Fußballspieler († 2022)
- 29. Juni: Sante Gaiardoni, italienischer Bahnradsportler († 2023)
- 29. Juni: Amarildo Tavares da Silveira, brasilianischer Fußballspieler und -trainer
- 30. Juni: Harry Källström, schwedischer Rallyefahrer († 2009)

### Juli
- 03. Juli: Angelo Sormani, brasilianisch-italienischer Fußballspieler und -trainer
- 03. Juli: Joachim Ziesche, deutscher Eishockeyspieler
- 05. Juli: James Lloyd, britischer Boxer († 2013)
- 06. Juli: Mary Peters, britische Leichtathletin und Olympiasiegerin
- 07. Juli: Ronald B. Evans, australischer Footballer und -funktionär († 2007)
- 07. Juli: Wilfried Sauermann, deutscher Schachspieler († 2013)
- 08. Juli: Baldur Preiml, österreichischer Skispringer, Trainer und Sportfunktionär († 2025)
- 10. Juli: Horst Langer, deutscher Tischtennisspieler
- 16. Juli: Lido Vieri, italienischer Fußballspieler und -trainer
- 17. Juli: Norbert Felsinger, österreichischer Eiskunstläufer
- 21. Juli: Helmut Haller, deutscher Fußballspieler († 2012)

### August
- 10. August: Siegfried Mair, italienischer Rennrodler († 1977)
- 11. August: Helmar Müller, deutscher Leichtathlet († 2023)
- 12. August: Pam Kilborn, australische Leichtathletin und Olympionikin
- 18. August: Giorgio Ferrini, italienischer Fußballspieler († 1976)
- 19. August: Max Lorenz, deutscher Fußballspieler
- 26. August: Enzo Osella, italienischer Rennwagenkonstrukteur und Motorsport-Teamchef
- 27. August: Nikola Pilić, kroatischer Tennisspieler und Tennistrainer
- 30. August: Ulla Lindkvist, schwedische Orientierungsläuferin († 2015)

### September
- 01. September: Günter Hermann, deutscher Fußballspieler († 2023)
- 01. September: Heinrich Messner, österreichischer Skirennläufer († 2023)
- 02. September: Nicolino Locche, argentinischer Boxer († 2005)
- 02. September: Joachim Bäse, deutscher Fußballspieler († 2020)
- 04. September: Mario Casoni, italienischer Unternehmer und Automobilrennfahrer
- 05. September: Hubert Striebig, französischer Automobilrennfahrer
- 07. September: Donnie Allison, US-amerikanischer Automobilrennfahrer
- 11. September: Alain Giletti, französischer Eiskunstläufer
- 11. September: Josef Jakob, rumänischer Handballspieler und -trainer
- 18. September: Gert Dörfel, deutscher Fußballspieler
- 20. September: Peter Radford, britischer Leichtathlet und Olympiateilnehmer
- 21. September: Siegfried Schauzu, deutscher Motorradrennfahrer
- 22. September: Junko Tabei, japanische Bergsteigerin, erste Frau auf dem Gipfel des Mount Everest († 2016)
- 23. September: Karl Meisner, deutscher Schwimmer († 2019)
- 24. September: Alain Bouffard, französischer Steuermann im Rudern
- 25. September: Gianfranco Leoncini, italienischer Fußballspieler († 2019)
- 26. September: Maria Gommers, niederländische Leichtathletin und Olympionikin
- 28. September: Václav Kubička, tschechoslowakischer Bundestrainer der deutschen Turner († 2005)
- 29. September: Otto Schneitberger, deutscher Eishockeyspieler

### Oktober
- 01. Oktober: George Archer, US-amerikanischer Golfer († 2005)
- 04. Oktober: Ivan Mauger, neuseeländischer Bahnsportler († 2018)
- 08. Oktober: Boris Dubrowski, sowjetischer Ruderer († 2023)
- 10. Oktober: Bernd Bauchspieß, deutscher Fußballspieler († 2024)
- 11. Oktober: Bernd Cullmann, deutscher Leichtathlet
- 11. Oktober: Maria Bueno, brasilianische Tennisspielerin († 2018)
- 15. Oktober: Carmelo Bossi, italienischer Boxweltmeister († 2014)
- 17. Oktober: Julio Quevedo, guatemaltekischer Leichtathlet (* 2025)
- 18. Oktober: Josef Černý, tschechischer Eishockeyspieler und -trainer († 2025)
- 18. Oktober: Mike Ditka, US-amerikanischer American-Football-Spieler und -Trainer
- 18. Oktober: Ewald Schneidewind, deutscher Endurosportler
- 21. Oktober: Boro Jovanović, jugoslawischer Tennisspieler († 2023)
- 22. Oktober: George Cohen, englischer Fußballspieler, Weltmeister 1966 († 2022)
- 23. Oktober: Helmut Zwickl, österreichischer Motorsportjournalist († 2025)
- 25. Oktober: Dave Simmonds, britischer Motorradrennfahrer († 1972)
- 27. Oktober: Marino Perani, italienischer Fußballspieler und -trainer († 2017)
- 28. Oktober: Miroslav Cerar, jugoslawischer Kunstturner

### November
- 02. November: Enrico Albertosi, italienischer Fußballspieler
- 04. November: Günter Bernard, deutscher Fußballspieler, Torwart
- 12. November: Elisabeth Eichholz, deutsche Radrennfahrerin (DDR) († 2022)
- 13. November: Karel Brückner, tschechischer Fußballspieler und -trainer
- 16. November: Jürgen Moll, deutscher Fußballspieler († 1968)
- 17. November: Chris Craft, britischer Automobilrennfahrer († 2021)
- 18. November: Werner Gräber, deutscher Fußballspieler († 1995)
- 22. November: Lennart Blomdahl, schwedischer Karambolagespieler
- 29. November: Sandro Salvadore, italienischer Fußballspieler († 2007)

### Dezember
- 08. Dezember: Srđan Čebinac, serbischer Fußballspieler
- 10. Dezember: Raúl Torrieri, uruguayischer Ruderer
- 18. Dezember: Sandro Lopopolo, italienischer Boxweltmeister († 2014)
- 19. Dezember: Hubert Knobloch, deutscher Sportjournalist und -reporter († 2004)
- 21. Dezember: Jutta von Haase, deutsche Leichtathletin
- 27. Dezember: Wolfgang Bordel, deutscher Fußballspieler († 2024)
- 28. Dezember: Conny Andersson, schwedischer Automobilrennfahrer
- 29. Dezember: Giuseppe Fezzardi, italienischer Radsportler
- 29. Dezember: Helmut Kelleners, deutscher Automobilrennfahrer
- 29. Dezember: Bernd Uhlmann, deutscher Endurosportler
- 30. Dezember: Maria Alexandru, rumänische Tischtennisspielerin († 2024)
- 31. Dezember: Heribert Finken, deutscher Fußballspieler

## Gestorben

### Januar
- 10. Januar: Robert Farnan, US-amerikanischer Ruderer (* 1877)
- 11. Januar: Eugen Ingebretsen, norwegischer Turner (* 1884)
- 12. Januar: Hugo Jahnke, schwedischer Turner (* 1886)
- 16. Januar: William Scott O’Connor, US-amerikanischer Fechter (* 1864)
- 19. Januar: Mario Gruppioni, italienischer Ringer (* 1901)
- 19. Januar: Claude Russell-Brown, kanadischer Tennisspieler (* 1873)

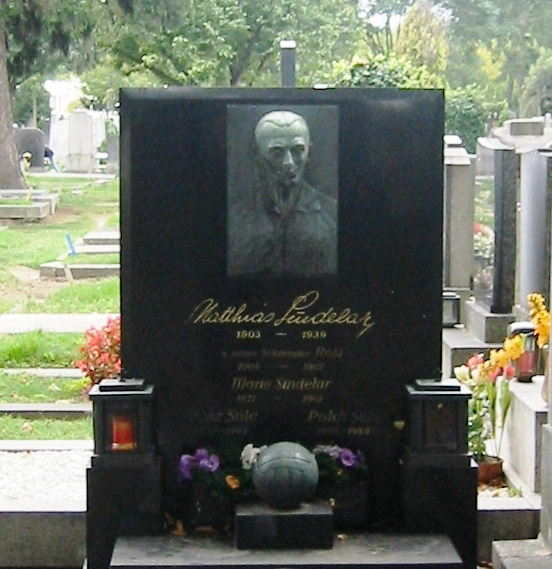
Das Ehrengrab Matthias Sindelars auf dem Wiener Zentralfriedhof

- 23. Januar: Matthias Sindelar, österreichischer Fußballspieler (* 1903)

### Februar
- 03. Februar: Reto Capadrutt, Schweizer Bobfahrer (* 1912)
- 13. Februar: Caius Welcker, niederländischer Fußballspieler (* 1885)
- 18. Februar: Erik Hartvall, finnischer Segler (* 1875)
- 20. Februar: John Alan Campbell, britischer Ruderer (* 1899)
- 22. Februar: Marc Perrodon, französischer Säbelfechter und Sportschütze (* 1878)

### März
- 03. März: Joe Little Twig, US-amerikanischer American-Football-Spieler und Polizist (* 1897)
- 06. März: Prosper Bruggeman, belgischer Ruderer (* 1870)
- 15. März: Johannes Bloemen, niederländischer Schwimmer (* 1864)
- 24. März: Gwyn Nicholls, walisischer Rugbyspieler (* 1874)
- 28. März: Mario Lertora, italienischer Turner (* 1897)
- 30. März: Leonard O’Brien, US-amerikanischer Hockeyspieler und -trainer (* 1904)

### April
- 01. April: Albert Vandeplancke, französischer Schwimmer und Wasserballspieler (* 1911)
- 12. April: Cyril Alden, britischer Bahnradsportler (* 1884)
- 15. April: William Davidson, britischer Segler (* 1876)
- 17. April: Harry Stiff, britischer Tauzieher (* 1881)
- 19. April: Jan de Vries, niederländischer Leichtathlet (* 1896)
- 24. April: Louis Trousselier, französischer Radrennfahrer (* 1881)
- 28. April: Robert Montgomerie, britischer Fechter (* 1880)
- 29. April: Charles Dixon, britischer Tennisspieler (* 1873)
- 30. April: Oskar Bye, norwegischer Turner (* 1870)

### Mai
- 06. Mai: Paul Faber, deutscher Fußballspieler und -funktionär (* 1880)
- 23. Mai: Joseph Patterson, US-amerikanischer Leichtathlet (* 1912)
- 29. Mai: Åke Lundeberg, schwedischer Sportschütze (* 1888)

### Juni
- 01. Juni: Arthur Wood, britischer Segler (* 1875)
- 08. Juni: Josef Ponn, deutscher Skilangläufer (* 1906)
- 11. Juni: Otto Wiegand, deutscher Kunstturner (* 1875)
- 12. Juni: Pierre Nijs, belgischer Wasserballspieler (* 1890)
- 13. Juni: Karl Gall, österreichischer Motorradrennfahrer (* 1903)
- 15. Juni: Arthur Leighton, englischer Hockeyspieler (* 1889)
- 19. Juni: Emilio Villoresi, italienischer Automobilrennfahrer (* 1913)
- 23. Juni: Alexander Graumüller, deutscher Oberingenieur und Automobilrennfahrer (* 1884)
- 25. Juni: Olaf Ørvig, norwegischer Segler (* 1889)
- 25. Juni: Richard Seaman, britischer Automobilrennfahrer (* 1913)
- 00. Juni: Oscar Jeanfavre, Schweizer Turner (* unbekannt)

### Juli
- 01. Juli: Édouard Fabre, kanadischer Langstrecken- und Marathonläufer (* 1885)
- 03. Juli: Hubert Gad, polnischer Fußballspieler (* 1914)
- 09. Juli: Louis Disbrow, US-amerikanischer Automobilrennfahrer (* 1876)
- 16. Juli: Bartholomeus Roodenburch, niederländischer Schwimmer (* 1866)
- 19. Juli: Harry Hedegaard, dänischer Schwimmer (* 1894)
- 21. Juli: Béla Révész, ungarischer Fußballspieler und -trainer (* 1886)
- 26. Juli: Malcolm Champion, neuseeländischer Schwimmer (* 1883)
- 31. Juli: Frank Hall, US-amerikanischer Sportschütze (* 1865)
- 31. Juli: Hedwig Rosenbaum, böhmische Tennisspielerin (* 1864)

### August
- 10. August: Carlo Galimberti, italienischer Gewichtheber (* 1894)
- 11. August: Siegfried Flesch, österreichischer Fechter (* 1872)
- 12. August: Giordano Aldrighetti, italienischer Motorrad- und Automobilrennfahrer (* 1905)
- 22. August: Luigi Costigliolo, italienischer Turner (* 1892)
- 23. August: Eugène-Henri Gravelotte, französischer Fechter (* 1876)
- 25. August: Jan Vos, niederländischer Fußballspieler (* 1888)

### September
- 18. September: Carl Lehle, deutscher Ruderer (* 1872)
- 18. September: Hugo Urban-Emmerich, tschechoslowakischer Unternehmer und Automobilrennfahrer (* 1887)
- 19. September: Franz Haslberger, deutscher Skispringer (* 1914)
- 22. September: Leszek Lubicz-Nycz, polnischer Fechter (* 1899)
- 24. September: Charles Tatham, US-amerikanischer Fechter (* 1854)
- 25. September: Charles Arentz, norwegischer Segler (* 1878)
- 27. September: Abraham Bailey, US-amerikanischer Baseballspieler (* 1895)
- 27. September: David Nepomuceno, philippinischer Leichtathlet (* 1900)
- 000September: Aleksander Małecki, polnischer Säbelfechter (* 1901)

### Oktober
- 11. Oktober: John Dietz, US-amerikanischer Sportschütze (* 1870)
- 14. Oktober: Óscar Alfaro, chilenischer Fußballspieler (* 1904)
- 20. Oktober: Otto Siffling, deutscher Fußballspieler (* 1912)

### November
- 01. November: Edmund Jankowski, polnischer Ruderer (* 1903)
- 04. November: John Noel, US-amerikanischer Sportschütze (* 1888)
- 07. November: John Murdoch, kanadischer Leichtathlet (* 1885)
- 09. November: Frederick Stapleton, britischer Schwimmer und Wasserballspieler (* 1877)

### Dezember
- 05. Dezember: Walter Hempel, deutscher Fußballspieler (* 1887)
- 10. Dezember: John Grieb, US-amerikanischer Turner und Zehnkämpfer (* 1879)
- 19. Dezember: Alvah Meyer, US-amerikanischer Leichtathlet (* 1888)
- 19. Dezember: Ossian Nylund, finnischer Leichtathlet (* 1894)
- 21. Dezember: Østen Østensen, norwegischer Spotrschütze (* 1878)
- 20. Dezember: Matilda Howell, US-amerikanische Bogenschützin (* 1859)
- 20. Dezember: Philippe Van Volckxsom, belgischer Eishockeyspieler, Eisschnellläufer und Ruderer (* 1897)
- 27. Dezember: Ernst Jencquel, deutscher Ruderer (* 1879)

### Datum unbekannt
- William Attrill, britischer Cricket- und Fußballspieler (* 1868)
- Klara Bornett, österreichische Wasserspringerin (* 1895)
- John Butt, britischer Sportschütze (* 1850)
- André Parmentier, französischer Sportschütze (* 1876)